# Unzucht
Unzucht (mot allemand signifiant « fornication ») est un groupe de dark rock fondé à Hanovre en 2009.

## Histoire
Unzucht est fondé en 2009 par Daniel Schulz, Daniel De Clercq, Tom Schindler et Toby Fuhrmann. Leur premier EP, Engel der Vernichtung, sort la même année. En décembre 2009 a lieu le premier concert avec My Inner Burning.
Unzucht se produit en 2010 dans plusieurs festivals comme le Rockharz Open Air et les Masters of Rock. Au Festival M'era Luna 2010, ils sont élus Newcomer of the Year. Suivent des concerts, dont une première partie de Lacrimas Profundere et Coppelius.
En 2011, le groupe joue avec Mono Inc., Jennifer Rostock et End of Green, entre autres. À la fin de l'année, ils effectuent leur première tournée avec Stahlmann et signent avec le label NoCut.
En avril 2012 sort l'EP Deine Zeit läuft ab et un clip vidéo. En septembre 2012 sort le premier album, Todsünde 8, bien accueilli par la presse spécialisée. Metal.de salue « un début de haute qualité de production », tandis que d'autres ont critiqué que l'album offrait peu de nouveautés,. Musicalement, le groupe est comparé à Rammstein et Eisbrecher. Todsünde 8 atteint le numéro 3 des German Alternative Charts. Unzucht repart en tournée trois mois, avec Mono Inc. puis avec Megaherz lors de la tournée Götterdämmerung et en fin d'année, aux Dark End Festivals dans cinq grandes villes allemandes.
Au printemps 2013, Unzucht est avec Lord of the Lost en tête d'affiche de la tournée Darkness Kills. Le deuxième album studio Rosenkreuzer sort en octobre 2013 et entre dans les charts allemands à la 61e place.
Venus Lucifer sort en  novembre 2014, suivi de la tournée Eisheilige Nacht avec Subway to Sally et Saltatio Mortis. En janvier 2015, la tournée Venus Lucifer commence avec le groupe américain Death Valley High en première partie. En été sort l'EP Schweigen / Seelenblind avec des remix inédits. En novembre 2015, Unzucht signe avec le label Out of Line.
En mars 2016 sort l'EP Kettenhund, qui comprend un remix de la chanson titre de Die Krupps. Suit une tournée européenne en première partie d'Eisbrecher,  Oomph! et Puddle of Mudd.
L'album Neuntöter sort en septembre 2016 et atteint la 16e place des charts allemands. Suit une tournée en Angleterre, en Écosse, en France, en Autriche et en Allemagne.
En 2017, le groupe se produit en Russie pour la première fois, et aux festivals Summer Breeze et Greenfield Festival. En septembre 2017, le CD live Widerstand atteint la 62e place des charts allemands. Puis Unzucht participe avec Eisbrecher à la tournée Sturmfahrt en Allemagne, Autriche, Suisse, Pays-Bas et France, puis avec Hell Boulevard à la tournée Widerstand Tour.
Après la tournée Todsünde Total en mars-avril 2018, sort en juillet le cinquième album, Akephalos, du nom du démon sans tête de la mythologie grecque, qui comprend 12 titres dont Ein Wort fliegt wie ein Stein avec la participation de Saltatio Mortis. L'album atteint la 15e place des charts allemands. La tournée Akephalos commence le 2 novembre à Paris et se termine le 22 décembre à Hanovre.
Unzucht a joué plus d'une douzaine de concerts en 2019 et enregistre de nouveaux titres. En décembre 2019 sort le single Nein qui atteint la 2e place des "German Alternative Charts".
Le 7 février 2020 sort le sixième album studio, Jenseits der Welt, qui atteint la 9e place des charts allemands.
Le 22 juin 2023, Der Schulz devient également le nouveau chanteur du groupe allemand OOMPH!, après le départ le 30 septembre 2021 de Dero Goi.
Le 3 novembre 2023, le groupe déclare sur sa page Facebook que les trois instrumentistes ont décidé de se séparer de leur chanteur, et fondateur, Daniel Schulz, à l'issue d'un dernier concert, prévu le 16 décembre 2023 au Hanovre Music Center.

## Membres
- Daniel Schulz
- Daniel De Clercq
- Toby Fuhrmann
- Andreas Puchebuhr

Anciens membres :
- Tom Schindler
- Alex Blaschke

## Discographie

### Albums studio
- 2012 : Todsünde 8 (NoCut/SPV)
- 2013 : Rosenkreuzer (NoCut/SPV)
- 2014 : Venus Luzifer (NoCut/SPV)
- 2016 : Neuntöter (Out of Line/Rough Trade Distribution)
- 2018 : Akephalos (Out of Line/Rough Trade Distribution)
- 2020 : Jenseits der Welt (Out of Line/Rough Trade Distribution)

### Albums live
- 2017 : Widerstand (Out of Line/Rough Trade Distribution)

### EP
- 2009 : Engel der Vernichtung (auto-publié)
- 2012 : Deine Zeit läuft ab (NoCut/Soulfood)
- 2015 : Schweigen / Seelenblind (NoCut/SPV)
- 2016 : Kettenhund (Hors ligne/Rough Trade)

### Singles
- 2012 : Engel der Vernichtung (Download, NoCut/SPV)
- 2013 : Little Horny Nun (Download, NoCut/SPV)
- 2013 : Only Eternity (Download, NoCut/SPV)
- 2014 : Infinite (Download, NoCut/SPV)